# Lingua tedesca palatina
Il tedesco palatino (nome nativo Pälzisch, in tedesco Pfälzisch) è la lingua del Palatinato, autonomamente afferente al tedesco centrale occidentale, parlato lungo la valle del Reno in un'area che tocca le città di Zweibrücken, Kaiserslautern, Alzey, Worms, Mannheim, Heidelberg, Spira, Wörth am Rhein fino ai confini con l'Alsazia.

## Descrizione
Il palatino, che come il bavarese ha dignità di lingua autonoma, è correntemente parlato nella Germania sud-occidentale, più precisamente nei distretti della Rheinhessen-Pfalz e del Saarpfalz-Kreis e nei comuni dell'Assia e del Baden-Württemberg, in prossimità di Mannheim.
Le principali varianti dialettali del palatino sono:
- il palatino orientale (Vorderpfälzisch), assai melodico, parlato nel Palatinato (soprattutto a Ludwigshafen);
- il palatino occidentale (Westpfälzisch), variante "standard", parlato nel Saarpfalz-Kreis (nella Foresta palatina, tuttavia, si parla la variante sud-occidentale)
- il palatino sud-occidentale (Südwestpfälzisch), l'antico dialetto alemanno d'Alsazia ancora in auge nei territori francesi a nord di Strasburgo;
- il palatino dell'Elettorato (Kurpfälzisch), parlato a Mannheim ed altri comuni dell'Assia e del Baden-Württemberg.

In Ucraina viene parlata una variante conosciuta come Galizisch-pfälzisch e nella Nuova Inghilterra un'arcaica variante di palatino, entrambe diramazioni del palatino sud-occidentale, l'antico "dialetto della foresta". Come l'islandese per i Vichinghi, il palatino è la lingua più vicina a quella degli antichi Franchi.

## Esempi
| Palatino                                | Tedesco standard            | Italiano                                 |
| --------------------------------------- | --------------------------- | ---------------------------------------- |
| dalles ('s hott d dalles)               | kaputt (es ist kaputt)      | rotto (è rotto)                          |
| bollere                                 | lärmen                      | fare chiasso                             |
| Grumbeer                                | Kartoffel                   | patata                                   |
| Schnoog(e)                              | Mücke                       | zanzara                                  |
| ratzebutz                               | völlig                      | completamente                            |
| Schdää                                  | Stein                       | pietra                                   |
| Schdinndl                               | Stündchen                   | un'oretta                                |
| arich                                   | sehr                        | molto                                    |
| ajo - nee (nää)                         | ja - nein                   | sì - no                                  |
| isch lawer dir e Ohr ab unn widder draa | ich spreche gerne mit Ihnen | mi piace molto parlare con lei           |
| babbisch Gutsl                          | anhängliche Person          | persona insistente e snervante, piattola |
| dowedder (dowedda)                      | dagegen                     | contro                                   |
| babble                                  | reden                       | parlare                                  |
| ebbes                                   | etwas                       | qualcosa                                 |
| Ärwett                                  | Arbeit                      | lavoro                                   |
| uff                                     | nach                        | verso, in direzione di                   |
| Woog                                    | See                         | lago                                     |
| Zores                                   | Streit                      | litigio                                  |
| alla dann                               | aufwiedersehen              | arrivederci                              |

Altri vocaboli, quali Visaasch ("viso", tn tedesco Gesicht), Scheeß ("vecchia macchina", come il francese chaisse), Troddwar ("marciapiede", si pronuncia quasi come trottoir) e Schossee (Landstraße in tedesco. Simile al francese chaussée) costituiscono luminosi esempi delle reciproche contaminazioni tra alsaziano, francese e palatino.